# Aloeides pierus
The Dull Copper (Aloeides pierus) là một bướm ngày thuộc họ Lycaenidae. Loài này có ở Nam Phi, ở đó nó có ở the West, North và East Cape, cũng như the Orange Free State.
Sải cánh từ 25–30 mm. Cá thể trưởng thành mọc cánh từ tháng 9 tới tháng 4, đỉnh điểms vào tháng 10 và tháng 2. 
Mỗi năm loài này có nhiều thế hệ.
Ấu trùng ăn các loài Aspalathus.

## Hình ảnh

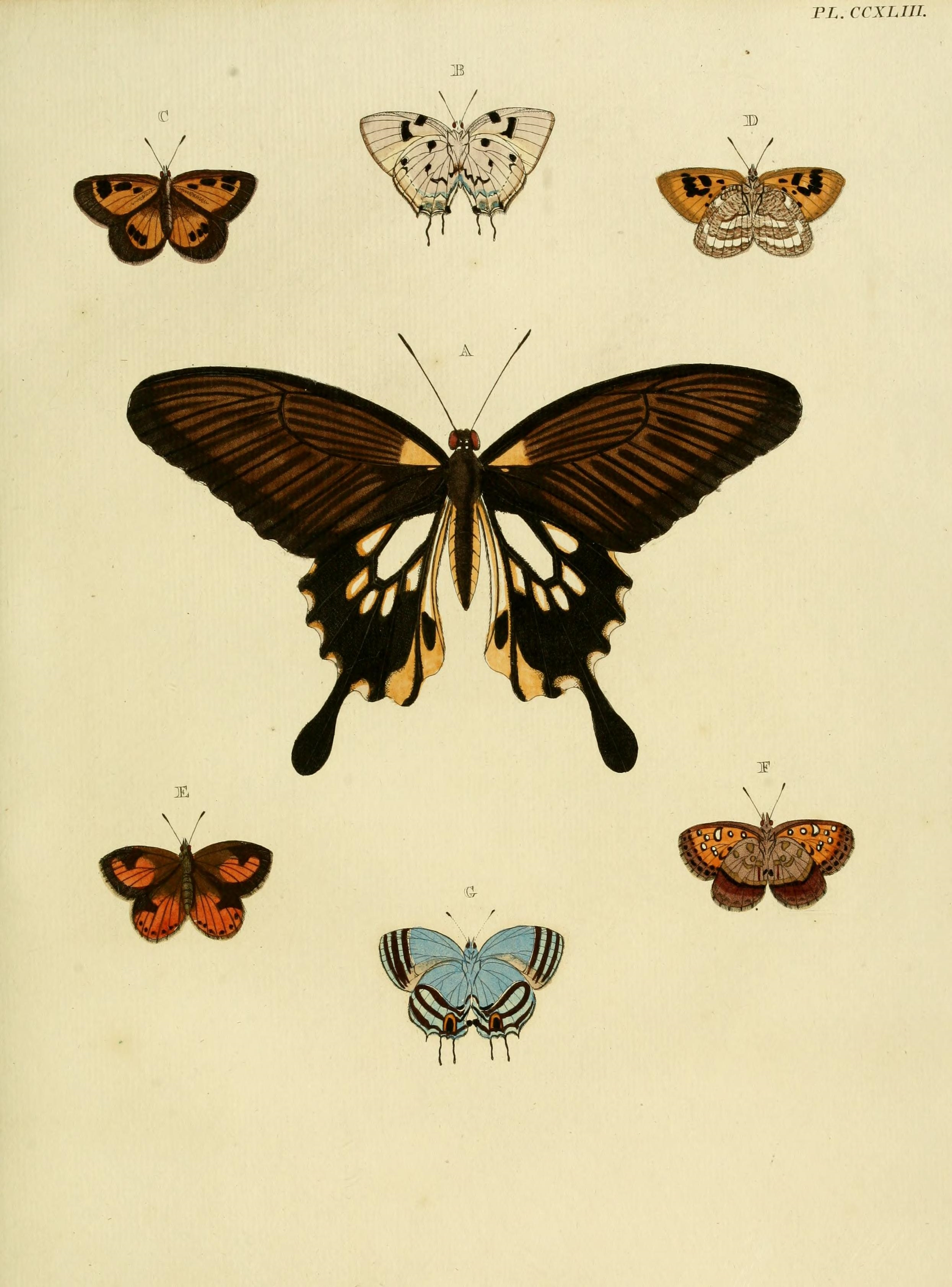